# King of the Doghouse
King of the Doghouse je první sólové studiové album Francise Rossiho, vydané v roce 1996.

## Seznam skladeb
| Pořadí         | Název                | Délka |
| -------------- | -------------------- | ----- |
| 1.             | King of the Doghouse | 3:36  |
| 2.             | I Don't Know         | 4:21  |
| 3.             | Darlin'              | 3:48  |
| 4.             | Give Myself to Love  | 3:03  |
| 5.             | Isaac Ryan           | 4:19  |
| 6.             | Happy Town           | 3:43  |
| 7.             | Wherever You Go      | 3:09  |
| 8.             | Blue Water           | 5:07  |
| 9.             | The Fighter          | 5:29  |
| 10.            | Someone Show Me      | 3:37  |
| Celková délka: | Celková délka:       | 40:12 |

## Sestava
- Francis Rossi – kytara, zpěv
- Markus Brown – sbor, klávesy, perkuse
- Nigel Hitchcok
- Nigel Sidwel
- Steve Sidwel
- Gerard Precencer – trubka
- Antony Macastoptalhiss – kytara
- Sonia Jones – sbor
- Dave Taggart – sbor
- Simon Rossi – sbor
- Nick Rossi – sbor
- Carole Kenyan – sbor